# Lyckligare kan ingen vara
Lyckligare kan ingen vara är en svensk romantisk komedifilm som hade biopremiär i Sverige den 21 december 2018, regisserad av Staffan Lindberg.

## Handling
Författaren Ebba är gift med hockeyspelaren Patrik Svensson. Ebba föder sin och Patriks dotter samtidigt som Patrik vinner guld i hockey-SM, och eftersom Patrik inte är hemma då så får Ebbas halvbror Rikard i stället följa med Ebba till sjukhuset där hon föder barnet. Precis när Patrik kommer hem till sin fru och nyfödda dotter berättar han att han kan få chansen att vara med i hockey-VM, men han åker ut ur VM efter att det kommer ut att han arresterades för fylleri. Eftersom Patrik ändå aldrig är hemma börjar Ebba tvivla på att hon är lycklig med honom.
Ebbas halvbror Rikard är körskollärare. När han följer med Ebba till sjukhuset där hon föder sin och Patriks dotter träffar han barnmorskan Maria. Maria tror först att Rikard är Ebbas dotters pappa och skäller därför på honom för att han och Ebba kollade på Patriks hockeymatch i två timmar innan de åkte till sjukhuset, vilket ledde till att Ebba fick föda barnet genom kejsarsnitt. När Maria sen träffar Rikard igen på en pub och får veta att han inte alls är Ebbas dotters pappa blir hon intresserad av Rikard. När Maria får veta att Rikard är körskollärare låtsas hon att hon inte har nåt körkort och börjar på körskolan där Rikard jobbar för att umgås med honom, men hon vågar inte uttrycka sina känslor för honom.
Robert Hedman är en taxichaufför som kör Ebba och Rikard till sjukhuset där Ebba föder sin och Patrik Svenssons dotter. Robert hade en dröm om att bli fotograf och han har varit ihop med den kända skådespelerskan Sofia Rydell. Nu är Robert gift med polisen Josefin, en vän till Ebba, och har sonen John, och Sofia är gift med New York-fotografen Mark och har dottern Jennifer. Både Robert och Sofia känner att de inte är riktigt lyckliga med sina respektive, så när de av en ren slump träffar varandra igen börjar de umgås i hemlighet. När Roberts fru Josefin kommer på Robert reser han till New York för att söka upp Sofia, och Josefin börjar umgås med sin ex-pojkvän Tomas Hoffman, en känd låtskrivare. Dessutom är Roberts son John kär i skolkamraten Fatima och Robert har problem med Johns idiotiska och överdrivet krävande fotbollstränare Torkel.
Ulf är en pensionerad historielärare och en granne till Maria. Han är singel och hans enda sällskap är hans hund Darwin. Ulf träffar Claudia, en jämnårig spanskbrytande kvinna som driver ett hunddagis, och de två blir kära i varandra. Men vad Ulf inte alls räknar med är att det kommer visa sig att Claudia är sjuk.

## Rollista
- David Hellenius – Robert Hedman
- Helena af Sandeberg – Sofia Rydell
- Kjell Bergqvist – Ulf
- Sanna Sundqvist – Josefin
- Adam Lundgren – Rikard
- Celie Sparre – Maria
- Filip Berg – Patrik Svensson
- Dilan Gwyn – Ebba
- Monica Albornoz – Claudia
- Eagle-Eye Cherry – Mark
- John Österlund – John
- Fredrik "Benke" Rydman – Tomas Hoffman
- Amaya Hannula – Fatima
- Niki Frostenson – Jennifer
- Dag Malmberg – Janne
- Pablo Leiva Wenger – Jorge
- Sanna Ekman – Nora
- Maia Hansson Bergqvist – Jenny
- Ester Uddén – Ulrika
- Christopher Wagelin – Torkel
- Petter Egnefors – Håkan
- Richard Nettermalm – Kenny
- Mia Benson – Agneta
- Daniel Nevado Kröger – Josef
- Henrik Nyblom – Filmarbetaren Göran
- Ariana Lleshaj – Inspelningsassistenten Elin
- Nicholas Olsson – Polisen Anders
- Yngve Dahlberg – Skådespelaren Jack
- Lisa Bearpark – Helen
- Kimberley Michelle Thomas – Receptionisten Alice
- Teo Dellback – Barnskådespelare
- Johan Matton – James Garnett